# Groot Begijnhof Leuven
Het Groot Begijnhof van Leuven, ook bekend als Begijnhof Ten Hove, is een gaaf bewaarde, en volledig gerestaureerde historische wijk van een tiental straten in het zuiden van de binnenstad, gelegen aan de Schapenstraat, niet ver van de Naamsepoort. Het is een van de
grootste nog bestaande begijnhoven in Vlaanderen (zie ook begijnhof), met een bebouwde oppervlakte van ongeveer 3 ha. De Dijle stroomt dwars door het hof en splitst er in twee armen (plus een verbindingsslootje), waarover in totaal drie bruggen liggen.

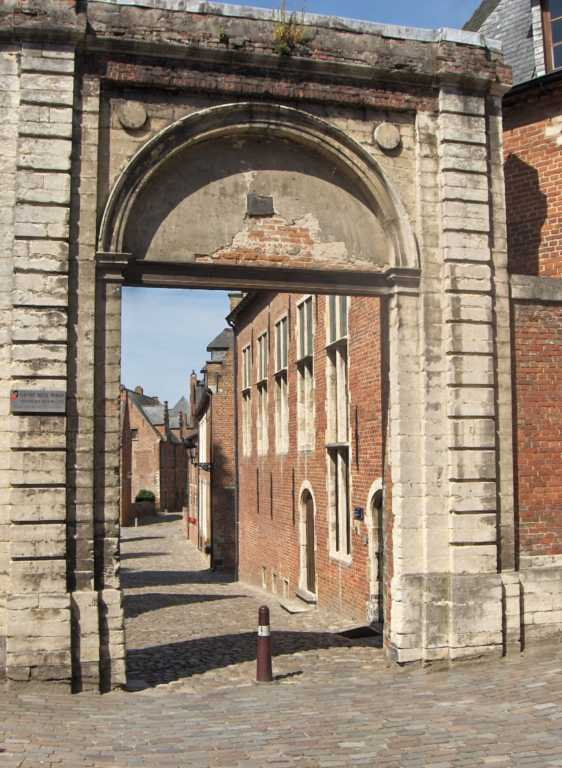
Toegangspoort
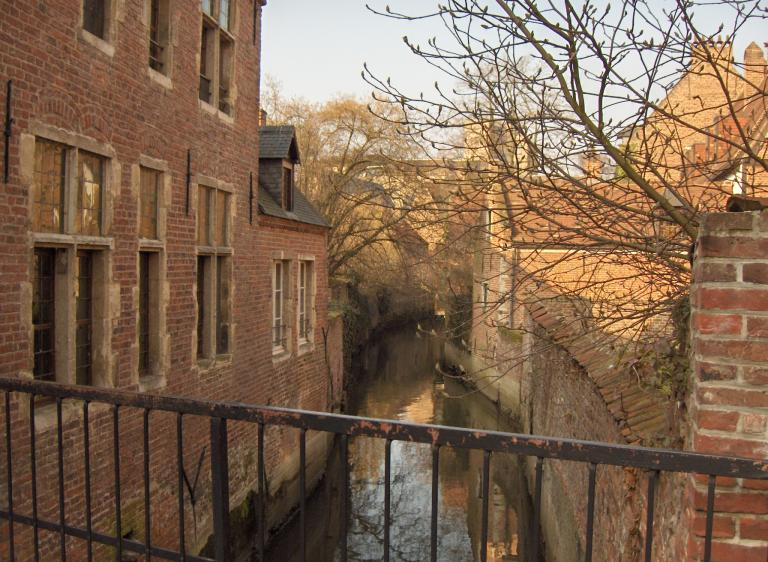
Dijle in het Groot Begijnhof

## Geschiedenis
Als gemeenschap voor ongehuwde, semi-religieuze vrouwen (zie verder onder Begijn) ontstond dit begijnhof in de vroege 13e eeuw. De oudste geschreven documenten dateren uit 1232. Een Latijns opschrift aan de kerk vermeldt 1234 als stichtingsdatum. Vermoedelijk is de gemeenschap enkele decennia ouder. Molanus en Justus Lipsius vermelden 1205 als stichtingsdatum.
Net als de andere begijnhoven in Vlaanderen kende het begijnhof een eerste bloei in de 13e eeuw, en een moeilijke periode ten tijde van de godsdiensttwisten in de 16e eeuw. Een van de pastoors van dit Begijnhof, in 1490, was Adriaan Florensz. Boeyens van Utrecht, geestelijk raadsman van de jonge Keizer Karel V en vooral bekend als latere paus Adrianus VI.

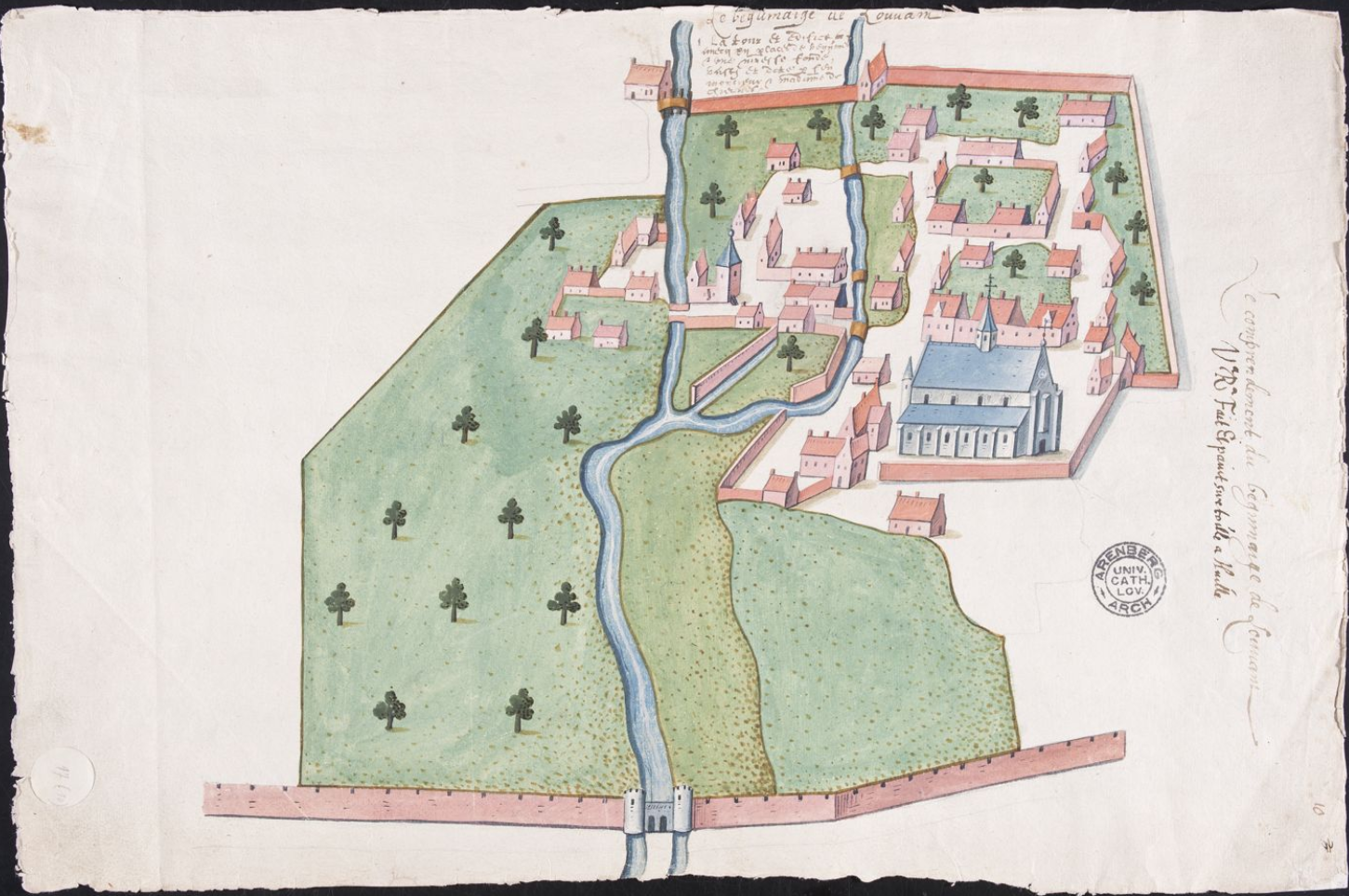
Zicht omstreeks 1600

Vanaf het einde van de 16e eeuw, en vooral na het Twaalfjarig Bestand in de 17e eeuw, kende het begijnhof een tweede bloeiperiode met een nabloei tot aan de Franse Revolutie.
Het hoogtepunt in aantal roepingen situeert zich in een of twee generaties omstreeks 1650-1670, toen het aantal begijnen opliep tot boven 360. Daarna liep het aantal begijnen door oorlogen (o.a. de Negenjarige Oorlog) en ziekten terug tot ongeveer 300 omstreeks 1700 (in de literatuur dikwijls onterecht als hoogtepunt aangegeven) en tot ongeveer 250 later in de 18e eeuw. Deze kortstondige piek verklaart mede de homogeniteit in het gebouwenbestand, dat nagenoeg volledig tot stand kwam in de jaren 1630-1670. Opvallend is ook dat de begijnenpopulatie in Diest nagenoeg gelijk opgaat (weliswaar rond 1700 iets sneller afkalft) terwijl in het Begijnhof van Lier de bloei later viel (hetgeen daar aanleiding gaf tot een bouwcampagne in de Grachtkant, een halve eeuw na de laatste uitbreiding in Leuven).
Tijdens de Franse Revolutie werd het Begijnhof niet verkocht als nationaal goed, zoals dat met de kloosters gebeurde. Het beheer van het Begijnhof en al zijn bezittingen werd toevertrouwd aan de commissie van openbare godshuizen (het latere OCMW). De begijnen mochten wel in hun huizen blijven wonen, maar de vrije kamers werden verhuurd aan oude vrouwen. Een behoorlijk aantal ex-kloosterlingen vond onderdak in het begijnhof, zo onder meer de laatste prior van de Abdij van Villers.
De laatste begijnenpastoor Julien Sterckx overleed in 1977 op bijna 107-jarige leeftijd. Hij ligt begraven op het kerkhof van de abdij van Park. De laatste begijn overleed in 1988.

## Restauratie
Na meer dan anderhalve eeuw in handen geweest te zijn van het OCMW, was het gebouwenbestand omstreeks 1960 behoorlijk verkrot. Het OCMW zocht een koper. Een geïnteresseerde bouwpromotor was graag bereid af te zien van aankoop toen bleek dat de Universiteit bereid was het complex te restaureren, om er studenten en gastprofessoren te huisvesten. De restauratie verliep in 2 fasen: het merendeel van de straten werd aangepakt in de jaren 60, begin jaren 70, onder leiding van professor Raymond M. Lemaire. De kerk en Kerkstraat kwamen aan de beurt in de jaren 80. De grootschalige restauratie van een hele stadswijk was destijds een kantelmoment in de interesse van de bevolking voor de begijnhoven en traditionele architectuur in het algemeen.

## Architectuur

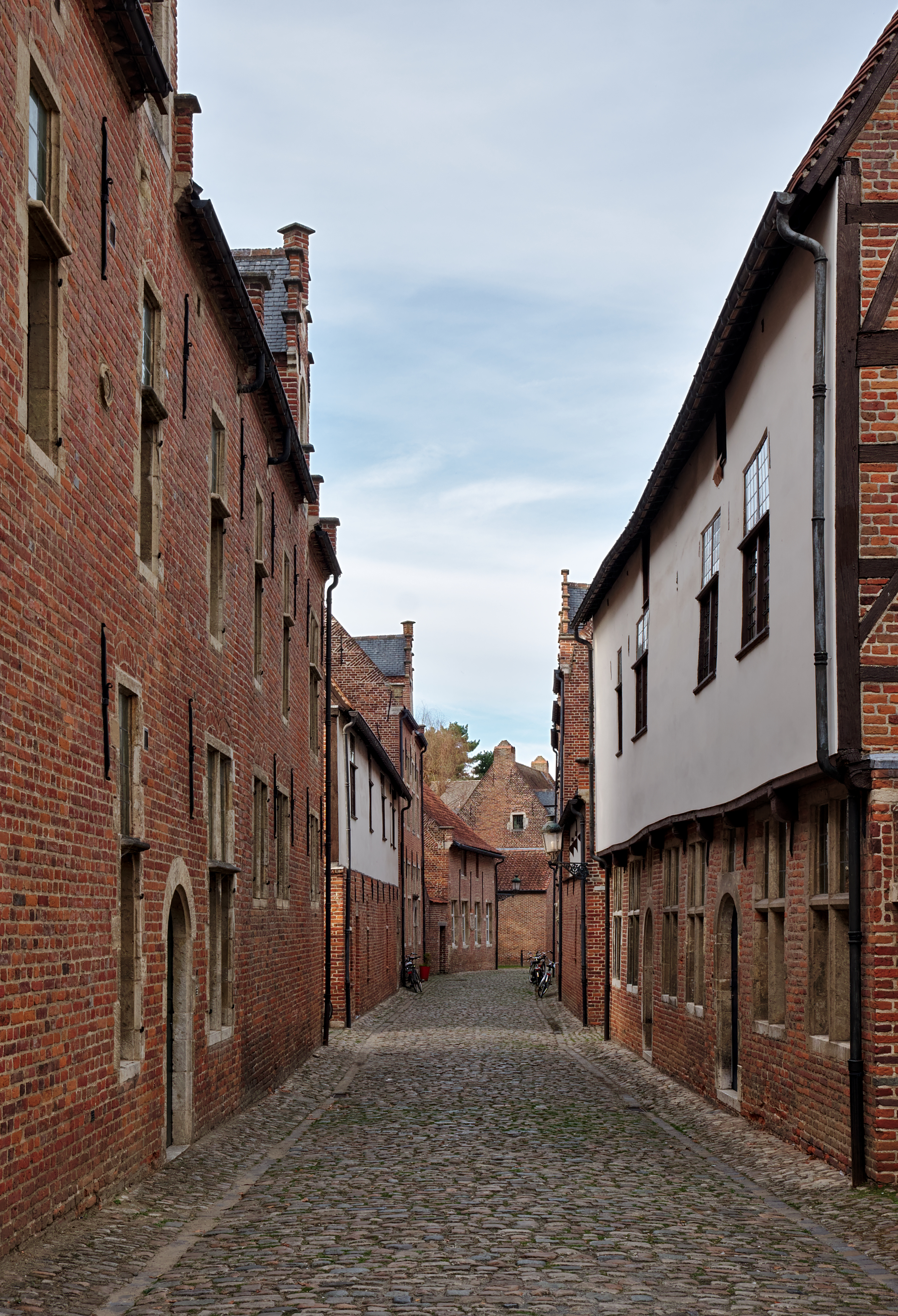
Hoekje in het Groot Begijnhof van Leuven. Op de achtergrond de torenspits van het convent van Chièvres

Het Groot Begijnhof van Leuven heeft het uitzicht van een "ministad-in-de-stad". Het is een typisch stadsbegijnhof. Dat wil zeggen dat de huizen gegroepeerd zijn langsheen straten, en niet rondom een plein zoals in een pleinbegijnhof, of rondom een dominant plein met een of enkele achterafstraatjes zoals in begijnhoven van het gemengde type. De pleinen die in het Begijnhof voorkomen zijn veeleer gegroeid vanuit het bouw- en afbraakproces van huizen in plaats van omgekeerd.

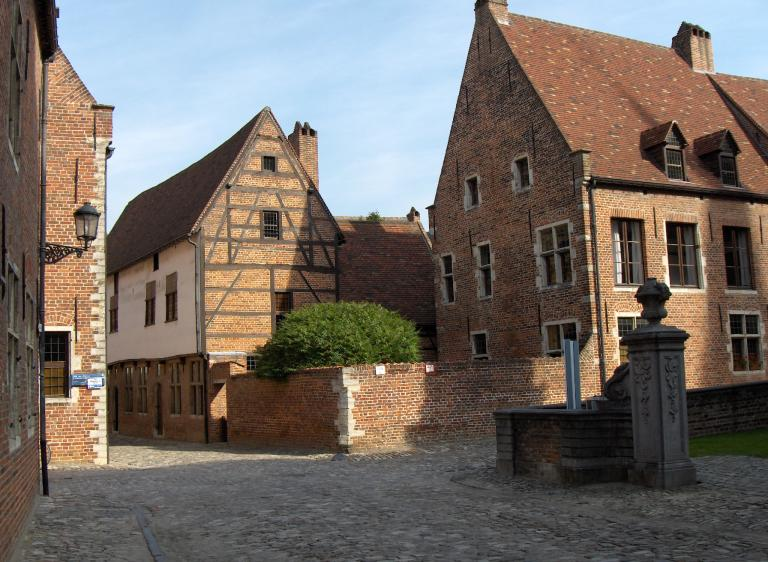
Vakwerkhuis in het Groot Begijnhof van Leuven

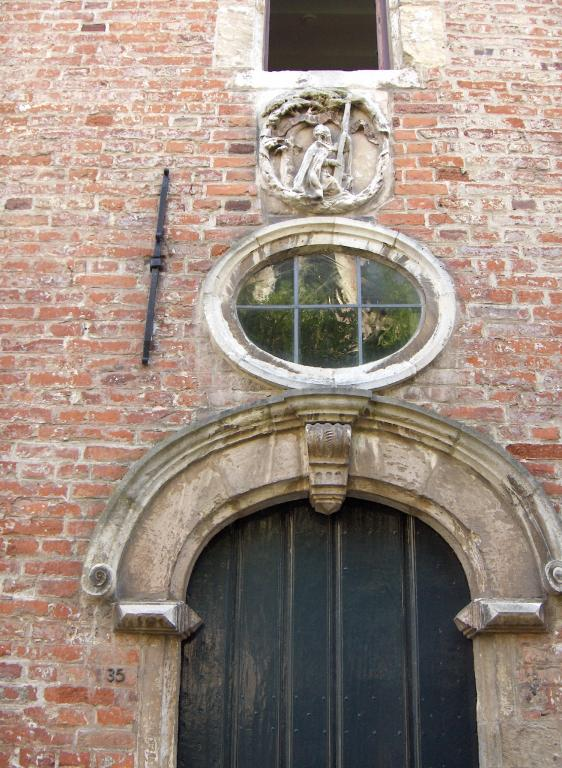
Detail van een voorgevel in het Groot Begijnhof van Leuven

Een vijftal huizen dateert uit de 16e eeuw, waarvan enkele zijn opgetrokken in vakwerkbouw. Het karakteristieke huis van Chièvres dateert uit 1561, en werd gebouwd met de nalatenschap van Maria van Hamal, weduwe van Willem II van Croÿ, hertog van Aarschot en een tijd wereldlijk raadsman van Keizer Karel V. De kenmerkende perenspits op het piramidale dak verwijst naar de hoektorens van
het kasteel van de hertog in Heverlee (het huidige kasteel van Arenberg).
Het merendeel van de huizen dateert uit de periode 1630-1670. Ze werden
opgetrokken in streekeigen traditionele architectuur, versierd met enkele sobere, barokke elementen. De gevels bestaan uit warmrood gekleurde bakstenen, met natuurstenen kruiskozijnen voor de vensters, natuurstenen deuroplijstingen.
Deze natuursteen is meestal afkomstig uit Gobertingen (bij Geldenaken). Een typisch element van het Begijnhof van Leuven zijn de talrijke dakkapellen, vaak uitgewerkt met trapgevels, en de rondboogvensters daarin. Her en der komen beeldhouwwerken voor met religieus thema (vaak verwijzend naar de patroonheilige van het huis), al zijn deze beeldhouwwerken soberder afgewerkt dan de heiligennissen in het begijnhof van Diest.

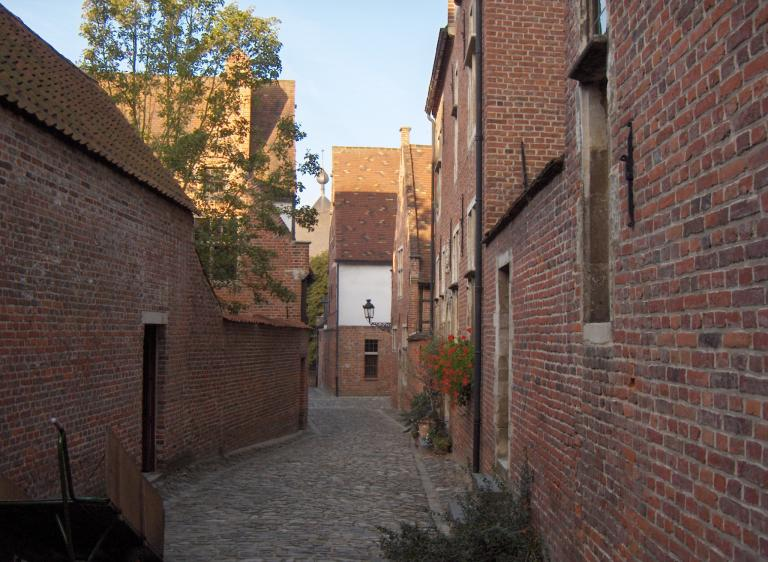
Steegje in het Groot Begijnhof van Leuven. Op de achtergrond de torenspits van het convent van Chièvres

Veel huizen hebben opvallend weinig en kleine ramen op de gelijkvloerse verdieping. Dit komt doordat begijnen gesteld waren op hun privacy. Waar toch grote ramen voorkomen, zoals in de Straat van 't Nieuw convent, schermde vroeger een hoge muur de voortuin af van de straat. Dit is in veel andere begijnhoven nog altijd het geval.
Op enkele plaatsen zijn huizen in de 19e eeuw vervangen of bijgebouwd, maar veel minder dan bijvoorbeeld in het begijnhof van Lier.

## Sint-Jan de Doperkerk

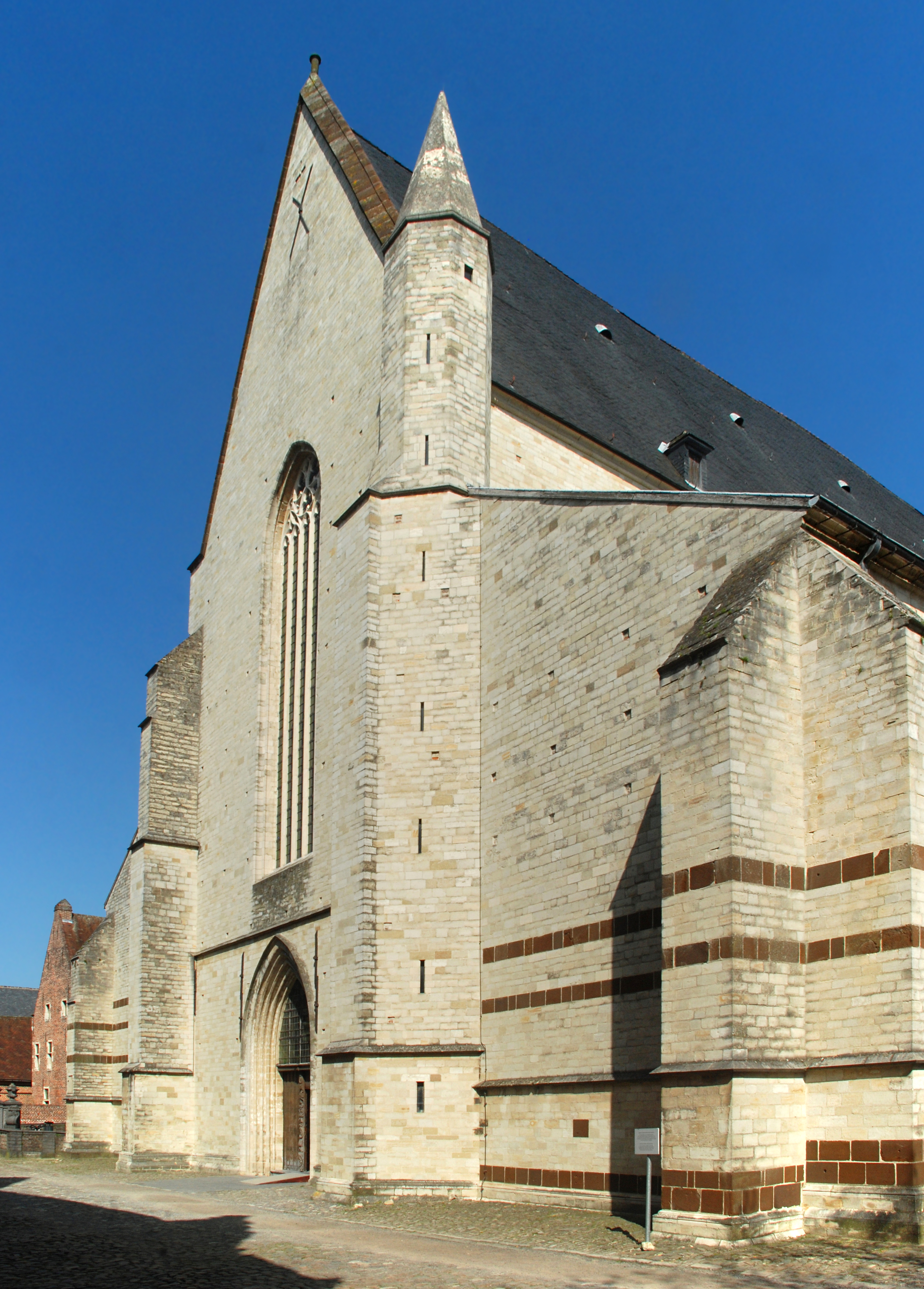
Begijnhofkerk Sint-Jan-de-Doper

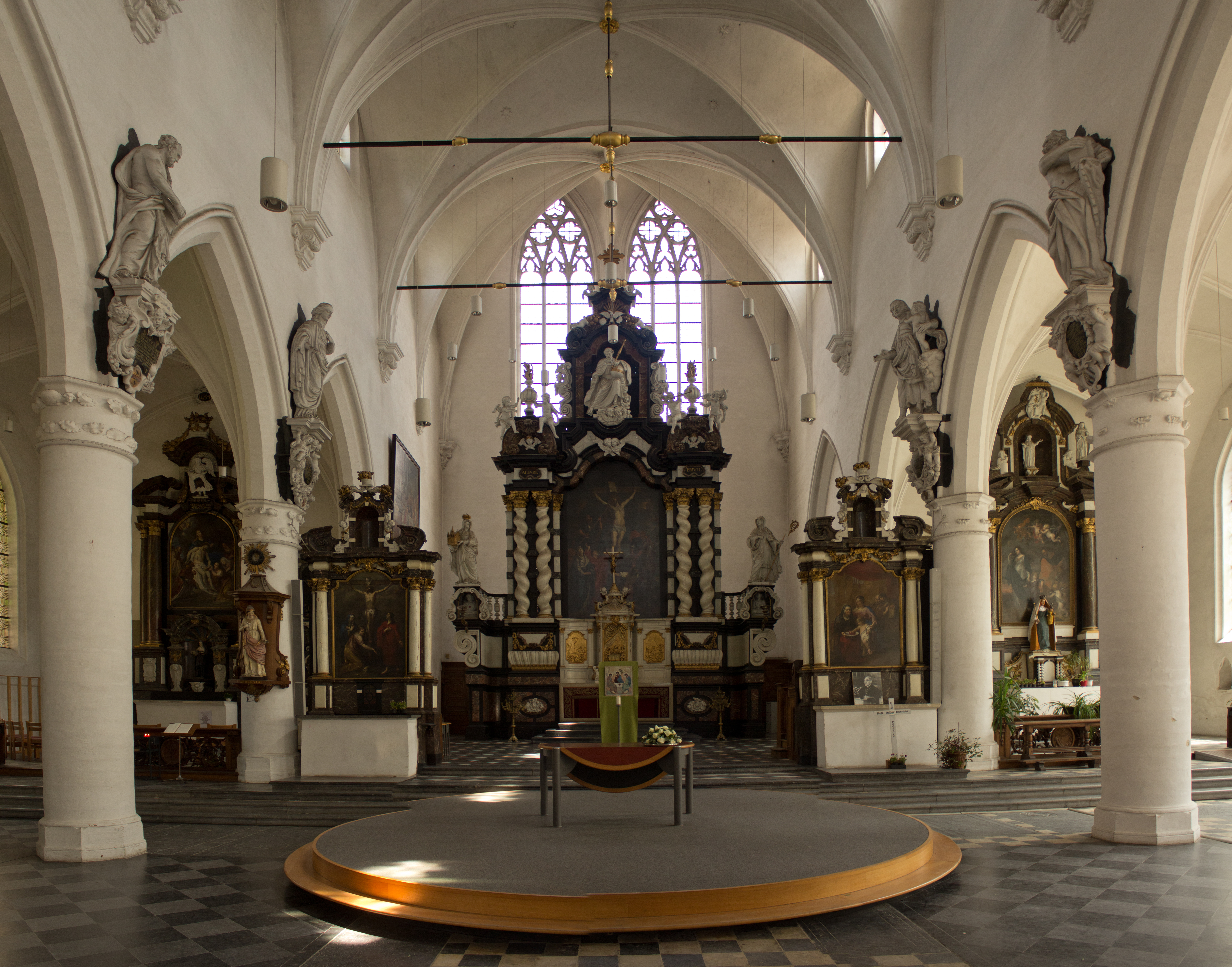
Interieur

De Begijnhofkerk Sint-Jan-de-Doper is een vroeggotische basilica met romaanse elementen. Zoals bij bedelorden en vrouwencongregaties gebruikelijk was, heeft zij geen toren, wel een dakruiter. Sinds 1998 is deze dakruiter uitgerust met een klokkenspel dat overdag elk half uur een melodie speelt. Aan het noordportaal geven twee inscripties in het Latijn stichtingsjaar van het hof aan (1234) en het jaar waarin de bouw van de kerk werd begonnen (1305). In het oosten heeft dit gebouw een opvallend rijzig koorvenster waarvan het bovenste deel sinds de 17e eeuw (sinds de constructie van het ribgewelf binnenin) de zoldering belicht. Het interieur is breed (27 m in drie beuken van tien traveeën) en baadt opvallend in het licht. De aankleding is een sobere barok. Bij de restauratie werden oude muurschilderingen blootgelegd. Nogal wat kunstwerk heeft vrouwelijk-religieuze thema's.
De kerk doet dienst als parochiekerk voor de Universitaire Parochie van de KU Leuven.

## Ten Hove en Aborg

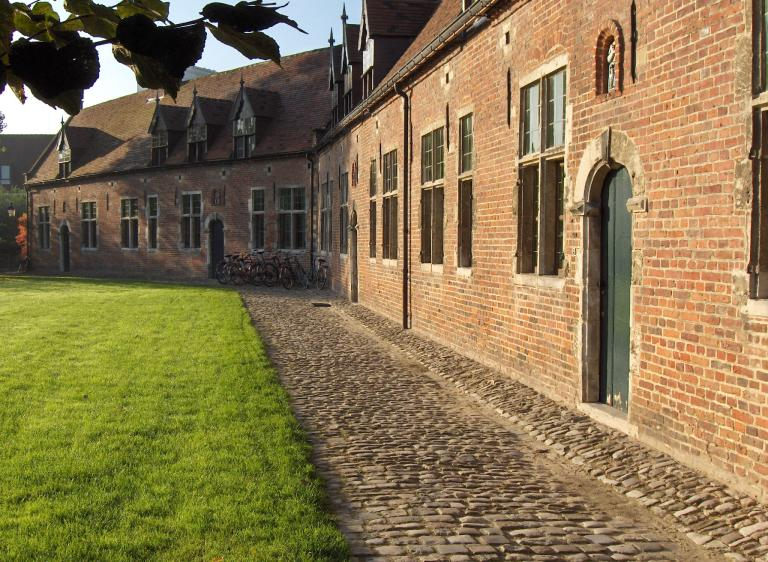
Spaans Kwartier in het Groot Begijnhof van Leuven. Deze wijk op de linker Dijle-oever is ook bekend als Aborg

De naam van de wijk waar het begijnhof zich situeert, Ten Hove, en de oude naam voor het gedeelte op de linkeroever van de Dijle (Aborg = Oude Burcht) lijken te wijzen op een oudere bewoning, misschien het hof van de eerste graven van Leuven. Op deze plek zou dan ook de slag bij Leuven uitgevochten zijn in 891, waarbij de Vikingen verslagen werden door Arnulf van Karinthië.
Van deze bewoning werd nooit een spoor gevonden, zodat sommige auteurs de hypothese (op basis van verschillende argumenten) in twijfel trekken.